# Liste des ministres italiens du Mezzogiorno
Cet article dresse la liste des ministres italiens chargés du Mezzogiorno puis du Sud depuis la création du poste en 1964.
Le premier titulaire, Giulio Pastore était depuis 1958 président du comité des ministres pour la Cassa del Mezzogiorno avec le titre de ministre.

## Liste des ministres
| Ministre (Naissance-Décès)                     | Ministre (Naissance-Décès)       | Mandat                             | Parti | Parti       | Gouvernement     |
| ---------------------------------------------- | -------------------------------- | ---------------------------------- | ----- | ----------- | ---------------- |
|                                                | Giulio Pastore (1902-1969)       | 23 juillet 1964 – 25 juin 1968     |       | DC          | Moro II·III      |
|                                                | Italo Giulio Caiati (1916-1993)  | 25 juin 1968 – 13 décembre 1968    |       | DC          | Leone II         |
|                                                | Paolo Emilio Taviani (1912-2001) | 13 décembre 1968 – 18 février 1972 |       | DC          | Rumor I·II·III   |
| Colombo                                        | Paolo Emilio Taviani (1912-2001) | 13 décembre 1968 – 18 février 1972 |       | DC          |                  |
|                                                | Italo Giulio Caiati (1916-1993)  | 18 février 1972 – 26 juin 1972     |       | DC          | Andreotti I      |
|                                                | Paolo Emilio Taviani (1912-1921) | 26 juin 1972 – 8 juillet 1973      |       | DC          | Andreotti II     |
|                                                | Carlo Donat-Cattin (1919-1991)   | 8 juillet 1973 – 15 mars 1974      |       | DC          | Rumor IV         |
|                                                | Giacomo Mancini (1916-2002)      | 15 mars 1974 – 23 novembre 1974    |       | PSI         | Rumor V          |
| Poste non-pourvu                               |                                  |                                    |       |             |                  |
|                                                | Ciriaco De Mita (1928)           | 30 juillet 1976 – 21 mars 1979     |       | DC          | Andreotti III·IV |
|                                                | Michele Di Giesi (1927-1983)     | 21 mars 1979 – 4 avril 1980        |       | PSDI        | Andreotti V      |
| Cossiga I                                      | Michele Di Giesi (1927-1983)     | 21 mars 1979 – 4 avril 1980        |       | PSDI        |                  |
|                                                | Nicola Capria (1932-2009)        | 4 avril 1980 – 28 juin 1981        |       | PSI         | Cossiga II       |
| Forlani                                        | Nicola Capria (1932-2009)        | 4 avril 1980 – 28 juin 1981        |       | PSI         |                  |
|                                                | Claudio Signorile (1937)         | 28 juin 1981 – 4 août 1983         |       | PSI         | Spadolini I·II   |
| Fanfani V                                      | Claudio Signorile (1937)         | 28 juin 1981 – 4 août 1983         |       | PSI         |                  |
|                                                | Salverino De Vito (1926-2010)    | 4 août 1983 – 29 juillet 1987      |       | DC          | Spadolini I·II   |
| Fanfani VI                                     | Salverino De Vito (1926-2010)    | 4 août 1983 – 29 juillet 1987      |       | DC          |                  |
| Poste non-pourvu                               |                                  |                                    |       |             |                  |
|                                                | Remo Gaspari (1921-2011)         | 13 avril 1988 – 23 juillet 1989    |       | DC          | De Mita          |
|                                                | Riccardo Misasi (1932-2000)      | 23 juillet 1989 – 26 juillet 1990  |       | DC          | Andreotti VI     |
|                                                | Giovanni Marongiu (1929-1993)    | 26 juillet 1990 – 13 avril 1991    |       | DC          | Andreotti VI     |
|                                                | Calogero Mannino (1939)          | 13 avril 1991 – 28 juin 1992       |       | DC          | Andreotti VII    |
|                                                | Franco Reviglio (1935)           | 28 juin 1992 – 21 février 1993     |       | PSI         | Amato I          |
|                                                | Beniamino Andreatta (1928-2007)  | 21 février 1993 – 29 avril 1993    |       | DC          | Amato I          |
| Poste non-pourvu                               |                                  |                                    |       |             |                  |
|                                                | Gianfranco Miccichè (1954)       | 23 avril 2005 – 17 mai 2006        |       | FI          | Berlusconi III   |
| Poste non-pourvu                               |                                  |                                    |       |             |                  |
|                                                | Raffaele Fitto (1969)            | 10 juin 2010 – 26 novembre 2011    |       | PDL         | Berlusconi IV    |
|                                                | Fabrizio Barca (1954)            | 26 novembre 2011 – 28 avril 2013   |       | Indépendant | Monti            |
|                                                | Carlo Trigilia (1951)            | 28 avril 2013 – 22 février 2014    |       | PD          | Letta            |
| Poste non-pourvu                               |                                  |                                    |       |             |                  |
|                                                | Claudio De Vincenti (1948)       | 12 décembre 2016 – 1er juin 2018   |       | PD          | Gentiloni        |
|                                                | Barbara Lezzi (1972)             | 1er juin 2018 – 5 septembre 2019   |       | M5S         | Conte I          |
|                                                | Giuseppe Provenzano (1982)       | 5 septembre 2019 – 13 février 2021 |       | PD          | Conte II         |
|                                                | Mara Carfagna (1975)             | 13 février 2021 - 22 octobre 2022  |       | FI          | Draghi           |
|                                                | Nello Musumeci (1955)            | depuis le 22 octobre 2022          |       | FdI         | Meloni           |
| Titres successifs : - Mer et Sud (depuis 2022) |                                  |                                    |       |             |                  |